# Frank Holness
Frank Holness (Panama, ... – 25 febbraio 2021) è stato un cestista e allenatore di pallacanestro panamense.

## Carriera
Da allenatore ha guidato Panama ai Campionati mondiali del 1986.